# World Quadrathlon Federation
De World Quadrathlon Federation (WQF) is de internationale sportbond voor de quadrathlon.

## Historiek
In 1997 werd de European Quadrathlon Federation (EQF) opgericht. In 2001 werd deze Europese sportfederatie omgevormd tot de WQF, nadat de initiële wereldfederatie opgehouden was te bestaan.

## Bestuur
De WQF is gevestigd in het Tsjechië. Voorzitter is de Tsjech Václav Marek, ondervoorzitter de Britse Jean Ashley en algemeen-secretaris is de Brit John Kavanagh.

## Aangesloten organisaties
- Americas Quadrathlon Association (AQA)
- Armenian National Quadrathlon Federation
- British Quadrathlon Association (BQA)
- Česká Triatlonová Asociace (CTA)
- Magyar Quadrathlon is Multisport Szövetség
- Quadrathlon Allianz Deutschland (QUAD)
- Slovenská Triatlonová Únia (STU)